# Tsaghkadzor
Tsaghkadzor (armenio: Ծաղկաձոր) es una comunidad urbana de Armenia perteneciente a la provincia de Kotayk'.
Se ubica en la periferia occidental de la capital provincial Hrazdan.

## Historia
Se conoce su existencia desde el siglo III, cuando la localidad es mencionada con el nombre de Tsaghkunyats Dzor, siendo entonces una pequeña localidad que los reyes arsácidas tenían como una de sus zonas de caza favoritas. En la Edad Media era conocida como Kecharuyk o Kecharis. En el siglo XVII, los túrquicos le cambiaron el nombre a Darachichak. 
Después del final de la Guerra Ruso-Persa en 1828, esta zona pasó a formar parte del Imperio Ruso.
La localidad ha sido desde el siglo XX un destino turístico de montaña y es actualmente conocida por su estación de esquí.
La localidad adoptó su topónimo actual Tsaghkadzor, que significa "valle de flores", en 1947. En junio de 1958 le fue dado el estatus de asentamiento de tipo urbano y en 1984 el de comunidad urbana. En enero de 1989 la población era de 3,4 mil personas. También había una casa-museo de los hermanos Orbeli (un académico L. A. Orbeli y un orientalista I. A. Orbeli).
En 2011 tiene 1256 habitantes.

## Transporte
La ciudad está a 7 km de la estación de tren Hrazdan.